# Marcus Paus
Marcus Paus (ur. 14 października 1979 w Oslo) – norweski kompozytor. Pisze w tradycyjnym  tonalnym stylu i jest kojarzony z anty-modernistyczną sztuką retrogardyzmu.